# 가족계획 (드라마)
가족계획(Family Matters)은 2024년 11월 29일부터 공개된 쿠팡플레이 오리지널 드라마다.

## 프로그램 소개
기억을 자유자재로 편집할 수 있는 특수한 능력을 가진 엄마가 가족들과 합심하여 악당들에게 지옥을 선사하는 이야기.

## 제작진

### 제작사
- 키이스트
- 몬스터유니온
- 오디너리젬
- 보더리스필름

### 연출
- 김곡 : ( 영화 《이 사람을 보라》(각본&감독), 영화 《자본당 선언:만국의 노롱자여, 축적하라》(각본&감독&편집), 영화 《빛과 계급》(감독), 영화 《이것은 다큐멘터리가 아니다》(스텝), 영화 《뇌절개술》(각본&감독&편집), 영화 《세번째 시선》(감독), 영화 《정당정치의 역습》(감독), 영화 《Bomb! Bomb! Boom!》(감독), 영화 《드릴 소년》(감독), 영화 《철의 여인》(각본&감독&촬영&편집), 《고갈》(현상부문&이밀전부식&제작&편집), 영화 《화이트: 저주의 멜로디》(각본&감독), 영화 《무서운 이야기》(감독&각본), 영화 《방독피》(각본&감독), 영화 《자가당착:시대정신과 현실참여》(기무인형동작&편집), 영화 《무서운 이야기 3: 화성에서 온 소녀》(감독), 영화 《보이스》(감독&각색) 등 연출 )

- 김선 : ( 영화 《이 사람을 보라》(각본&감독), 영화 《자본당 선언:만국의 노롱자여, 축적하라》(각본&감독&편집), 영화 《빛과 계급》(감독), 영화 《이것은 다큐멘터리가 아니다》(스텝), 영화 《뇌절개술》(각본&감독&편집), 영화 《세번째 시선》(감독), 영화 《정당정치의 역습》(감독), 영화 《Bomb! Bomb! Boom!》(감독), 영화 《은하해방전선》... 몽고형제 감독 역, 영화 《드릴 소년》(감독), 영화 《철의 여인》(각본&감독&촬영&편집), 영화 《반두비》... 조깅 커플 역(우정출연), 영화 《고갈》(현상부문&이밀전부식&제작&편집), 영화 《화이트: 저주의 멜로디》(각본&감독), 영화 《무서운 이야기》(감독&각본), 영화 《코메디:다 웃자고 하는 얘기》(감독), 영화 《솔루션》(감독), 영화 《방독피》(각본&감독), 영화 《자가당착:시대정신과 현실참여》(각본&감독&촬영&편집), 영화 《무서운 이야기 3: 화성에서 온 소녀》(감독), 영화 《보이스》(감독&각색) 등 연출 )

### 각본
- 김정민

## 출연진

### 한영수 일가
- 배두나 : 한영수 역 (아역: 이서연, 김유하)
- 류승범 : 백철희 역 (아역: 변홍준, 정시우)
- 백윤식 : 백강성 역
- 로몬 : 백지훈 역
- 이수현 : 백지우 역 (아역: 윤채나)

### 주변 인물

#### 학교 친구들
- 배재영 : 조규태 역
- 이재학 : 이형석 역
- 김시은 : 권민정 역
- 권지우 : 박재곤 역
- 윤가이 : 류미옥 역

#### 금수열망교회
- 남윤호 : 윤명환 역 (아역: 옥채훈)
- 김국희 : 오길자 역
- 유승목 : 조해팔 역
- 곽자형 : 장노원 역

#### 금수경찰서
- 김정현 : 강정환 역
- 김은우 : 오만중 역
- 이대연 : 황근안 역

#### 그 외 인물
- 전미혜 : 이유진 역
- 김중희 : 정호철 역
- 임진효 : 이동민 역
- 김연교 : 신주경 역
- 홍석빈 : 신상운 역

### 우정 출연
- 진서연 : 안소진 역

## 기타
- 배두나는 2021년 넷플릭스 오리지널 드라마 고요의 바다 이후 3년 만의 드라마 컴백이다.
- 백윤식은 이 드라마를 통해 처음으로 OTT 작품에 출연한다.
- 모델 이수현의 연기 첫 도전작이다.